# Власюк Петро Іванович
Петро Іванович Власюк (19 грудня 1923, Сабадаш, — 4 жовтня 1993, Сабадаш) — поет-пісняр, відомий по співпраці з композиторами Олександром Стадником, Анатолієм Кос-Анатольським, Степаном Сабадашем, Іваном Сльотою.

## Біографія
Петро Іванович Власюк народився 19 грудня 1923 року в селі Сабадаш, Жашківського району, в селянській родині. Був шостою дитиною у своїх батьків. Мати — Ганна Тимофіївна, співала у відомому Охматівському хорі Порфирія Демуцького, батько — Іван Федорович, — грав у духовому оркестрі на кларнеті.
Семирічним хлопчиком Петро почав складати вірші. Його вірші друкували на сторінках дитячих газет «На зміну», «Піонерська правда». До початку нацистсько-радянської війни встиг закінчити 9 класів у школі села Бузівка. Під час війни його разом із сотнями тисяч інших остарбайтерів було вивезено на примусові роботи до Німеччини.
Лише в 1948 році, в 25-річному віці, Петро Власюк отримав атестат про здобуття середньої освіти. Згодом переїхав до Києва, працював слюсарем на шовковому комбінаті. Навчався на вечірньому факультеті в Київському технологічному інституті легкої промисловості. Згодом вступає до Київського педагогічного інституту на філологічний факультет. Успішно закінчив педінститут і отримав призначення в столичну школу робітничої молоді. але повернувся до рідного села Сабадаш. Працював вчителем в селі Сорокотяга, директором школи в селі Тетерівка (1959—1973).
Помер Петро Іванович Власюк 4 жовтня 1993 року.

## Творчість
Петро Власюк автор збірок поезій «Хлібодарський рід» (1978) та «Пісні на Тікичем» (1991).
П. Власюк — визнаний поет-пісняр. Багато його віршів покладено на музику. Їх співають самодіяльні і професійні колективи. В тому числі їх виконували Черкаський та Закарпатський хори, співачки Раїса Кириченко та Ольга Павловська.
Більше тридцяти композиторів у творчій співдружності з Петром Власюком написали більше двох сотень пісень на його поезії. Серед них і такі відомі, як Анатолій Кос-Анатольський, Степан Сабадаш, Ігор Ковач, Іван Сльота. Особливо тісна співпраця склалася між поетом і композитором Володимиром Кононенком, який написав 40 пісень за його віршами, а також багато пісень народилося під час співпраці з композитором-земляком Олександром Стадником.